# 陰陽眼見子
《陰陽眼見子》是泉朝樹創作的日本漫畫，最初於2018年在作者的個人Twitter發表，同年11月2日開始在漫畫網站「ComicWalker」連載。2019年8月，獲得下一部漫畫大獎網路漫畫第10名。入圍2021年電子漫畫大賞（電子漫畫大獎）（みんなが選ぶ!!電子コミック大賞）男性部門提名名單。
改編電視動畫於2021年10月3日至12月19日播映，共12集。

## 故事簡介
某日，女高中生四谷見子突然變得可以看見那些普通人看不見的鬼怪。面對這一突如其來的變化，她選擇對各種鬼怪「視而不見」，假裝看不見那些東西來生活下去。

## 登場人物
以下聲優如無特殊說明，均為電視動畫聲優。

### 主要人物
四谷見子（聲：雨宮天／種崎敦美（第2卷發售紀念有聲漫畫），演：原菜乃華）
主人公。原本是普通的女高中生，但從某天開始突然變得可以看見普通人看不見的鬼怪，選擇以「視而不見」的方式去面對。
對鬼怪的靈視能力非常強大，甚至超越了身為專業靈能力者的三枝。但對鬼怪以外的事物便與常人無異，例如看不到其他靈能力者所能看到的靈氣，像是華所蘊含的大量生命能量，只能從鬼怪的聚集判斷她是容易招引鬼怪的體質。
因鬼怪的事情，時常找三枝或洛姆諮詢。從洛姆口中得知，父親的亡故似乎與某個可疑靈體有關。
百合川華（聲：本渡楓／伊藤彩沙（第2卷發售紀念有聲漫畫），演：久間田琳加）
見子的朋友，身材佼好（感覺有E cup以上），個性開朗、少根筋，食慾旺盛。
雖然沒有靈視能力，卻具備強大的能量氣場，因此容易吸引鬼怪，也因能量強大，一般的鬼怪也影響不了她。但如果鬼怪等級高或數量過多，容易消耗能量，甚至會餓到沒力氣。生病時能量會變弱，容易被鬼怪吸取能量陷入生命危險，可透過大量進食增加防禦力。以自身的能量氣場，在不自覺的情況下破除神社結界。
二暮堂幽里亞（聲：佐倉綾音，演：NAENANO）
小學生體型的高中生。有基礎靈能力及靈視能力，能看到華的能量氣場，單方面視見子為對手。
很崇拜神靈媽媽，想拜其為師，學習除靈、占卜等技能，夢想成為專業靈能者。靈視能力不如見子，造成兩人所見的景象有落差，加上她先入為主的將見子視為強大的靈能者，引發不少誤會。參加洛姆主辦的靈異景點一日遊，才察覺可能有自己看不到的鬼怪。被未知瑠半強迫的要求提供見子的資訊。
目前與見子、小華、未知瑠(?)等人關係友好，時常一起行動。

### 見子的家人
四谷恭介（聲：花守由美里）
見子的弟弟，小學5年級。有点傲娇属性、和見子关系特别好、會經常在一起。注意到姊姊身上發生了變化，對此感到擔心。非常保護姊姊，曾經誤會見子交了男朋友，還被對方欺負，想教訓對方，是個可愛的好弟弟。
四谷透子（聲：生天目仁美）
見子的母親。
四谷真守（聲：鳥海浩輔）
見子的父親。已故、之前因吃了見子的布丁吵過一次架、去世後靈魂依然留在家中與家人同住，身邊跟著一隻長相可怕的野獸型鬼怪，疑似守護靈之類的存在。

### 靈能者
武田三枝（聲：谷育子／野津山幸宏（第2卷發售紀念有聲漫畫））
以前人稱「老街神靈媽媽」的占卜師。雖然在做詐欺師一般的行徑，卻是正牌的靈能者。即使使用全盛期的力量亦未能祛除纏上見子的惡靈，深感自身能力的極限而停業。
回歸老家後一邊務農一邊修練，直到弟子洛姆將見子與華的照片寄過來，發現兩人正遭遇非常大的麻煩後立即趕回，成為見子第一個能相談鬼怪的對象。
目前在照顧洛姆(因調查與見子父親亡故有關的靈體，不慎受到侵害)，使用相識靈能者(某間可疑古董店老闆)提供的茶葉治療當中。
神童洛姆
年幼時便顯現靈能資質，但被父母懼怕、視為不祥而遭遺棄，後被岡遠子收留。
三枝的弟子，靈能者，外表可疑的男子。雖然看起來很可疑，但卻是正牌的靈能者，擁有與見子同等級的靈視能力。
在小時候便受到岡遠子(三枝的師父，已故)認證，其靈能力甚至超越自己與三枝。
平時作為網路紅人活動，藉由影片推銷以自身靈力製作的能量道具，如石頭、鹽、水、首飾...等等，價格不斐。看起來像詐騙商品，卻真具有驅邪功用，可驅趕一般等級的鬼怪；遇等級高的則有保護配戴者、爭取逃跑時間的作用，見子、幽里亞等人都親眼見證過。另外還很擅長運用現代科技，會利用無人機與與重金屬音樂來除魔。
見子找他商量未知瑠的事情，他說未知瑠跟章魚型靈體可能不是"附身與被附身"的關係，然後請見子想辦法多給他一些未知瑠的照片調查。不知為何，他無法看到未知瑠的章魚型靈體。後來得知章魚靈體為森林精靈一類的存在，並告知見子。
調查與見子父親亡故有關的靈體(在見子眼中是個大叔，但在洛姆眼中似乎不是)，過程中不甚遭受侵害，導致身體虛弱，目前由三枝照顧治療中。
岡遠子
三枝婆婆的師傅。「老街神靈媽媽」的命名人。在一個很厲害的靈異節目中作為通靈者出演。
對三枝有人情味的性格抱有好感。把照顧洛姆的事情託付給了三枝。為了幫助被山之神邀請去神社的洛姆而犧牲了自己，被變成了狐狸妖怪的模樣成為了神社的從神。
在神社的結界崩壞後，再度出手救贖被拘禁於神社中的人牲，並一起走上成佛之路。

### 其他人物
遠野善（聲：中村悠一、寺崎裕香（幼時））
在見子與華尋找棄貓的新飼主時提出希望領養貓的男子，但見子發現他身邊聚集著貓的怨靈而拒絕了他。後來在見子的班級導師休產假時臨時擔任班導。對人不感興趣，不擅長記住別人的名字。周圍被貓的怨靈包圍，一開始被見子警戒著，在後來得知是因為去調查虐貓案件、找到貓屍，所以被貓的怨靈跟上，解除誤會。之後見子利用狐狸式神，將附身其身上的媽媽鬼魂消滅，讓他脫離媽媽鬼的控制。
察覺未知瑠和她姊姊的關係，將未知瑠的身影與小時候的自己重疊在一起，給了一些勸告和建議。
在未知瑠與姊姊關係改善之後，似乎與姐姐(一条葉)成為貓友。
一條未知瑠（聲：早見沙織（第9卷發售紀念有聲漫畫））
在「神社篇」完結的第39話最後首次登場。穿著全黑水手服和黑色手套的高個子美少女，轉校生、與見子同班。亦是「CHAOSTEEN」專屬模特兒。
因外型亮眼，相當引人注目。但在見子眼裡，頸部以上覆蓋著有許多觸手、形似章魚的靈體，無法得知長相。而靈體的型態變化、觸手的行動模式能反映出本人的內在情緒。莫名的對見子很感興趣，有病嬌傾向。對外保持著親切但有距離感的微笑，基本上喜怒不形於色，但對見子會展現較多的情緒。
有飼養一隻綠毛蟲當寵物，外觀類似鳳蝶幼蟲，取名小P。對與見子關係很好的小華懷有強烈敵意。與小華談判(?)之後，感受到小華的善意而釋懷，但還是會有類似吃醋、爭寵的行為出現。
第64話結尾，及時拉住被靈體引誘，差點遭遇事故的見子，但反被靈體侵害而昏過去。
一條葉
未知瑠的姐姐兼經紀人。於漫畫第46話結尾初登場，名字於第47話出現。
推測雙親已不在世，與未知瑠相依為命。對未知瑠似乎有很強的控制欲，以經紀人與家人的名義對她的生活與人際關係加以干涉，例如覺得見子等人帶壞她，便要求換班級。
雖然未知瑠沒有表現出來，但從章魚靈體的變化來看，未知瑠似乎很討厭她。
因未知瑠開始出現一些“異常”行為（如沒接她電話、關掉手機定位、在朋友家過夜，等），而有過激的反應。
後來得知因父母早亡、未知瑠的特殊性格等因素，而產生了過度保護的心理。在未知瑠與小華談判(?)的事件結束後，心態上終於釋懷。似乎與遠野老師成為貓友。
荒井（聲：佐藤花）
見子的班級導師，因為休產假而由遠野善繼任。
豪塚（聲：伊丸岡篤）
從見子與華之處領養了棄貓的男子，面相兇惡，卻是個愛貓人士。將領養的貓起名為「喵助」。身邊跟著兩隻貓和自己妻子（聲：櫻井浩美）的守護靈。
在SNS上的賬號名為「豪塚@ 喵助」。
木戶（聲：櫻井浩美）
保健教師。巨乳，吸引到好色的鬼怪。漫畫中，好色鬼怪被香水的成分消滅。
蟒蛇穴熊（聲：佐佐木義人）
摔角選手。見子多次因他的緣故從鬼怪的糾纏中脫身，這也令見子變得十分崇拜他。
善的母親（聲：中原麻衣）
已逝。疑似遭丈夫拋棄，性格變得扭曲，用斯巴達教育支配幼年時期的善，對兒子有著病態的控制欲，死後化身成蜘蛛型態的鬼怪，附身於善的身上。後來被狐狸式神消滅。
聰（聲：興津和幸、大地葉（幼時））
善唯一的朋友，小學的舊識。職業是獸醫，治療了善保護的貓，也幫忙尋找肯收養貓的飼主。
繁（聲：佐佐健太）
三枝占卜館對面的老爺爺，鞋店的老闆。告訴拜訪占卜館的幽里亞傳達了神母引退的消息。擔任與神母的溝通的角色。他相當關心神母，死後也憑藉著最後一絲的執念在此等候並出現在神母面前，告訴她洛姆似乎想利用見子達成什麼企圖。

### 神社相關的角色
山之神（聲：山根雅史）
「給三次願望」神社起源的神社主人。神靈媽媽說來歷不明的可怕存在，作為實現願望的代價，要求發願者給予回報。本身似乎是由人性和大量的怨念、信仰所混合而成的怪物，由於過去資料全無因而無法判定。
狐狸妖怪（聲：松田利冴、松田颯水）
山之神的僕從。幫助陷入危機的見子。

## 創作、出版
作者泉朝樹稱，創作本作的契機發生在2018年9月，他看到身邊的漫畫家在Twitter發表漫畫作品後都在網上引起話題，於是也想畫些甚麼東西，跟着在網上引起話題，甚至連載化和推出單行本。他想了幾個構想，在跟妻子討論後，妻子從中挑選了「女高中生無視很糟糕的東西」的主題，漫畫名稱也是由她所取的。首篇漫畫於2018年9月6日發表，共4頁，網上反應熱烈，有約5萬次轉推和16萬次讚好。
他發表第1話後，便收到多家出版社的聯絡，其中他感受到KADOKAWA字裏行間充滿誠意，就決定接受KADOKAWA的邀約。泉朝樹在後記中稱，距離首篇發表僅兩個星期即確定連載。KADOKAWA的負責編輯在訪問中談及選擇本作的原因時，讚賞作者的畫功，認為很少漫畫家能兼顧繪畫可愛的女孩子和恐怖的怪物；也說到雖然每話都是單獨故事，但也看到貫穿整篇漫畫的主題，故認為本作故事能夠擴展寫下去。女主角的名字「見子」到第4話才初次出現，姓氏「四谷」則到第3卷才登場。

## 出版書籍
| 冊數 | KADOKAWA       | KADOKAWA               | 台灣角川      | 台灣角川               |
| 冊數 | 發售日期       | ISBN                   | 發售日期      | ISBN                   |
| ---- | -------------- | ---------------------- | ------------- | ---------------------- |
| 1    | 2019年4月22日  | ISBN 978-4-04-065658-8 | 2020年3月19日 | ISBN 978-957-743-607-8 |
| 2    | 2019年10月21日 | ISBN 978-4-04-064092-1 | 2020年6月3日  | ISBN 978-957-743-796-9 |
| 3    | 2020年3月21日  | ISBN 978-4-04-064498-1 | 2020年11月9日 | ISBN 978-986-524-084-4 |
| 4    | 2020年9月23日  | ISBN 978-4-04-064898-9 | 2021年6月24日 | ISBN 978-986-524-571-9 |
| 5    | 2021年3月22日  | ISBN 978-4-04-680257-6 | 2021年9月13日 | ISBN 978-986-524-748-5 |
| 6    | 2021年10月22日 | ISBN 978-4-04-680715-1 | 2022年8月11日 | ISBN 978-626-321-689-1 |
| 7    | 2022年3月22日  | ISBN 978-4-04-681219-3 | 2023年3月23日 | ISBN 978-626-352-334-0 |
| 8    | 2022年10月21日 | ISBN 978-4-04-681772-3 | 2023年9月7日  | ISBN 978-626-352-952-6 |
| 9    | 2023年5月23日  | ISBN 978-4-04-682240-6 | 2024年4月4日  | ISBN 978-626-378-815-2 |
| 10   | 2024年2月22日  | ISBN 978-4-04-682879-8 | 2024年11月7日 | ISBN 978-626-400-846-4 |
| 11   | 2024年10月23日 | ISBN 978-4-04-683993-0 |               |                        |
| 12   | 2025年3月22日  | ISBN 978-4-04-684470-5 |               |                        |

## 電視動畫
2021年3月18日，宣佈改編電視動畫將於2021年首播，並公開前導視覺圖、前導宣傳影片，以及主要製作人員陣容，製作公司為Passione。7月16日，宣佈動畫將在10月於TOKYO MX、BS日視、AT-X等電視台首播，並公開第1條宣傳影片和第2張前導視覺圖，以及3名主要角色的聲優。7月28日，在「KADOKAWAanime」YouTube頻道播映怪談特別直播節目，雨宮天、本渡楓出席，由怪談家主持。8月13日，公開第3張前導視覺圖。8月31日，宣佈首播日期為10月3日。9月30日，公開主視覺圖，以及多名配角的聲優。
網絡電台節目由2021年10月1日起在音泉上播出，每月一集，雨宮天主持。

### 製作人員
- 原作：泉朝樹
- 導演：小川優樹
- 副導演：間島崇寬
- 導演助理：松島慎太郎
- 系列構成、編劇：豬原健太
- 角色設計、總作畫監督：嘉手苅睦
- 副角色設計：龜谷響子、蟄居太、Tin
- 怪物設計：宇野真、森木靖泰、蟄居太、平田雄三、飯島弘也、小田裕康
- 道具設計：梅津行則
- 衣裝設計：高品有桂
- 總作畫監督：柳澤正秀、橋本英樹、平田雄三、龜谷響子、高品有桂
- 編輯：丹彩子
- 色彩設計：歌川律子
- 美術設定：岩澤美翠、渡邊伸
- 美術監督：岡本綾乃
- 概念合成：高津純平
- 攝影監督：楊曉牧
- 音樂：
- 音樂製作：KADOKAWA
- 音響監督：鄉文裕貴
- 音響效果：宅間麻姬
- 音響製作：Magic Capsule
- 動畫製作：Passione[3][28]

### 主題曲
片頭曲《我才看不見呢！？》（見えないからね!?）
作詞、作曲：齊藤信治（Dream Monster），編曲：高木龍一（Dream Monster），主唱：四谷見子（雨宮天）
片尾曲《看到吧？　看見了吧？？　你正在看吧？？？》（ミタナ？　ミタヨネ？？　ミテルヨネ？？？）
作詞：烏屋茶房，作曲、編曲：本田正樹（Dream Monster），主唱：四谷見子（雨宮天）

### 集數列表
| 集數     | 標題             | 分鏡     | 演出                       | 作畫監督                                                                                       | 總作畫監督                                                                                         | 首播日期       |
| -------- | ---------------- | -------- | -------------------------- | ---------------------------------------------------------------------------------------------- | -------------------------------------------------------------------------------------------------- | -------------- |
| 第一話   | 看得見嗎？       | 小川優樹 | 松島慎太郎                 | 吉田潤                                                                                         | 嘉手苅睦 高品有桂                                                                                  | 2021年 10月3日 |
| 第二話   | 看得超清楚       | 小川優樹 | 間島祟寬                   | 吉田潤 平田雄三 泉坂司                                                                         | 柳澤正秀 嘉手苅睦                                                                                  | 10月10日       |
| 第三話   | 還是看得見       | 佐野隆史 | 北村充基                   | 吉田潤 中村優作 青野厚司 能條理行                                                              | 嘉手苅睦 橋本英樹 平田雄三                                                                         | 10月17日       |
| 第四話   | 果然看得見       | 小川優樹 | 間島祟寬                   | 佐藤敏明 龜谷響子 吉田潤 齋藤香織 能條理行 森悦史 吉岡敏幸 高品有桂                            | 徳田夢之介                                                                                         | 10月24日       |
| 第五話   | 我也看得見       | 高橋成世 | 松島慎太郎 間島祟寬        | 能條理行 齋藤香織                                                                              | 龜谷響子 柳澤昌秀 平田雄三 佐藤敏明                                                                | 10月31日       |
| 第六話   | 看得見驚人的東西 | 小川優樹 | 北村充基                   | 吉田潤 能條理行 海堂博之 青野厚司 門智昭 浪上悠理                                              | 富岡寬 平田雄三 橋本英樹                                                                           | 11月7日        |
| 第七話   | 看見了？         | 森本育郎 | 松島慎太郎                 | 橋本英樹 西川真人 植竹康彥                                                                     | 柳澤昌秀                                                                                           | 11月14日       |
| 第八話   | 看得見的東西     | 佐野隆史 | 石黑達也                   | 吉田肇 服部憲知 島田秀明 飯飼一幸                                                              | 佐藤敏明 LAZZ 平田雄三 富岡寬 嘉手苅睦                                                             | 11月21日       |
| 第九話   | 有看過           | 高橋成世 | 中邑正                     | 横井將史 能條理行 森悦史 佐佐木洋也 佐藤好 青野厚司 門智昭                                     | 富岡寬 平田雄三 海堂博之 橋本英樹 龜谷響子 細田沙織 福島達也 小川優樹                              | 11月28日       |
| 第十話   | 不准看           | 高橋丈夫 | 北村充基 間島祟寬 加藤峻一 | 村松尚雄 森悦史 新村香奈 吉田潤 佐藤好 植竹康彥 門智昭 西川真人 宮曉秀 中熊太一 海堂博之       | 德田夢之介                                                                                         | 12月5日        |
| 第十一話 | 要看嗎？         | 森本育郎 | 松島慎太郎 加藤峻一        | 吉田潤 横井將史 森悅史 佐佐木洋也 吉岡敏幸 中熊太一 福島達也                                   | 柳澤昌秀 富岡寬 平田雄三 海堂博之 橋本英樹 龜谷響子                                                | 12月12日       |
| 第十二話 | 陰陽眼見子       | 小川優樹 | 間島祟寬 石黑達也          | 松本昌代 村松尚雄 西川真人 吉岡敏幸 佐藤好 横井將史 吉田潤 石田啓一 中熊太一 山崎千繪 福島達也 | 高品有桂 細田沙織 武本大介 柳澤昌秀 富岡寬 日向春香 近藤源一郎 海堂博之 橋本英樹 龜谷響子 德田拓也 | 12月19日       |

### 播映平台
日本深夜動畫：下文記載的日本国内播放時間使用日本標準時間（UTC+9）表示。因為部分時間标识會採用30小时制，因此請留意这类超过24:00的时间，其實際播放時間為翌日清晨。
| 播放日期                | 播放時間（UTC+9）    | 播放電視台 | 播放地區 | 備註             |
| ----------------------- | -------------------- | ---------- | -------- | ---------------- |
| 2021年10月3日－12月19日 | 星期日 22:00 - 22:30 | AT-X       | 日本全國 | 衞星廣播、有重播 |
| 2021年10月3日－12月19日 | 星期日 24:30 - 25:00 | TOKYO MX   | 東京都   |                  |
| 2021年10月3日－12月19日 | 星期日 24:45 - 25:15 | KBS京都    | 京都府   |                  |
| 2021年10月3日－12月19日 | 星期日 25:00 - 25:30 | SUN電視台  | 兵庫縣   |                  |
| 2021年10月4日－12月20日 | 星期一 24:00 - 24:30 | BS日視     | 日本全國 | 衞星廣播         |

| 播映地區                         | 播映平台 | 播映日期                | 播映時間              | 備註          |
| -------------------------------- | --- | ----------------------- | --------------------- | ------------- |
| 東盟、印度、孟加拉、尼泊爾、不丹 | Muse Asia YouTube頻道 | 2021年10月3日－12月19日 | 星期日 22:00（UTC+8） | [ 31 ]        |
| 馬來西亞、汶萊                   | Muse Malaysia YouTube頻道 | 2021年10月3日－12月19日 | 星期日 22:00（UTC+8） | [ 32 ]        |
| 香港、澳門                       | 木棉花香港YouTube頻道 | 2021年10月3日－12月19日 | 星期日 22:00（UTC+8） | [ 33 ]        |
| 台灣                             | 巴哈姆特動畫瘋、中華電信MOD、Hami Video、LiTV 線上影視、myVideo 影音隨看、遠傳friDay影音 中嘉bb寬頻.bbTV、KKTV、LINE TV、Yahoo TV 一起看、CATCHPLAY | 2021年10月3日－12月19日 | 星期日 22:00（UTC+8） | [ 34 ]        |
| 亞洲（中国大陆除外）             | bilibili | 2021年10月3日－12月19日 | 星期日 22:00（UTC+8） | [ 35 ] [ 36 ] |

### BD / DVD
| 卷數 | 發售日期       | 收錄集數      | 規格編號   | 規格編號   | 封面角色     |
| 卷數 | 發售日期       | 收錄集數      | BD         | DVD        | 封面角色     |
| ---- | -------------- | ------------- | ---------- | ---------- | ------------ |
| 1    | 2021年12月22日 | 第1話－第4話  | ZMXZ-15101 | ZMBZ-15111 | 四谷見子     |
| 2    | 2022年1月26日  | 第5話－第8話  | ZMXZ-15102 | ZMBZ-15112 | 百合川華     |
| 3    | 2022年2月25日  | 第9話－第12話 | ZMXZ-15103 | ZMBZ-15113 | 二暮堂幽里亞 |

## 真人電影
於2025年6月6日上映。由原菜乃華主演。

### 角色列表
- 四谷見子：原菜乃華
- 百合川華：久間田琳加
- 二暮堂幽里亞：NAENANO
- 權藤昭生：山下幸輝[5]
- 荒井老師：堀田茜[39]
- 四谷透子：高岡早紀[39]
- 遠野善：京本大我[40]
- 四谷真守：瀧藤賢一[39]
- 吉井

### 製作團隊
- 原作：泉朝樹『陰陽眼見子』（KADOKAWA刊）
- 劇本・導演：中村義洋
- 配樂：堤博明
- 主題曲：BABYMONSTER「Ghost」（Sony Music Labels）[41]
- 製作幹事・發行商：KADOKAWA
- 作公司：TWINS JAPAN

## 外部連結
- 作者的X（前Twitter）（日語）
- 陰陽眼見子於ComicWalker網站的內容（日語）
- 電視動畫官方網站（日語）
- 陰陽眼見子的X（前Twitter）（日語）
- 真人電影官方網站 （页面存档备份，存于）（日語）
- 真人電影的X（前Twitter）（日語）
- 真人電影的Instagram帳戶（日語）